# Le Ver conquérant
Le Ver conquérant (Hellboy: The Conqueror Worm) est le sixième tome de la bande dessinée Hellboy.

## Synopsis
Hellboy et Roger sont envoyés en Autriche, au Château de Hunte, où va atterrir un vaisseau flanqué de la croix gammée. Ils vont être confrontés une fois de plus à Herman von Klempt et son Kriegaffe (« singe de guerre » en allemand), ainsi qu'aux hommes-grenouilles (voir Les Germes de la destruction).
À la fin de l'histoire, notamment parce que le BPRD avait placé une bombe dans le corps de Roger, Hellboy démissionne de l'organisation.

## Commentaires
- Le titre est à l’origine celui du poème The Conqueror Worm d’Edgar Allan Poe, traduit en français dans Le Ver vainqueur. Le volume débute d'ailleurs avec un extrait de Ligeia auquel a été rattaché le poème.
- Le volume est dédié aux héros d'enfance de l'auteur (Doc Savage, The Shadow,…).
- Le volume commence par une introduction de Guillermo Del Toro et se clôt par un carnet de croquis.

## Prix et récompenses
- 2002 : Prix Eisner de la meilleure mini-série

## Publication
- ''Hellboy: Conqueror Worm #1-4, mai-août 2001
- Dark Horse (recueil original), 2001
- Delcourt (collection « Contrebande »), 2002